# Flower power
Flower power är ett slagord som användes av hippies på 1960-talet och symboliserar deras kärleks- och icke-våldsideologi. Termen ska ha myntats av den amerikanske poeten Allen Ginsberg 1965. Jämför make love, not war. En särskild bokstavsdesign på rockaffischer i 1960-talets San Francisco kan också knytas till flower-power.

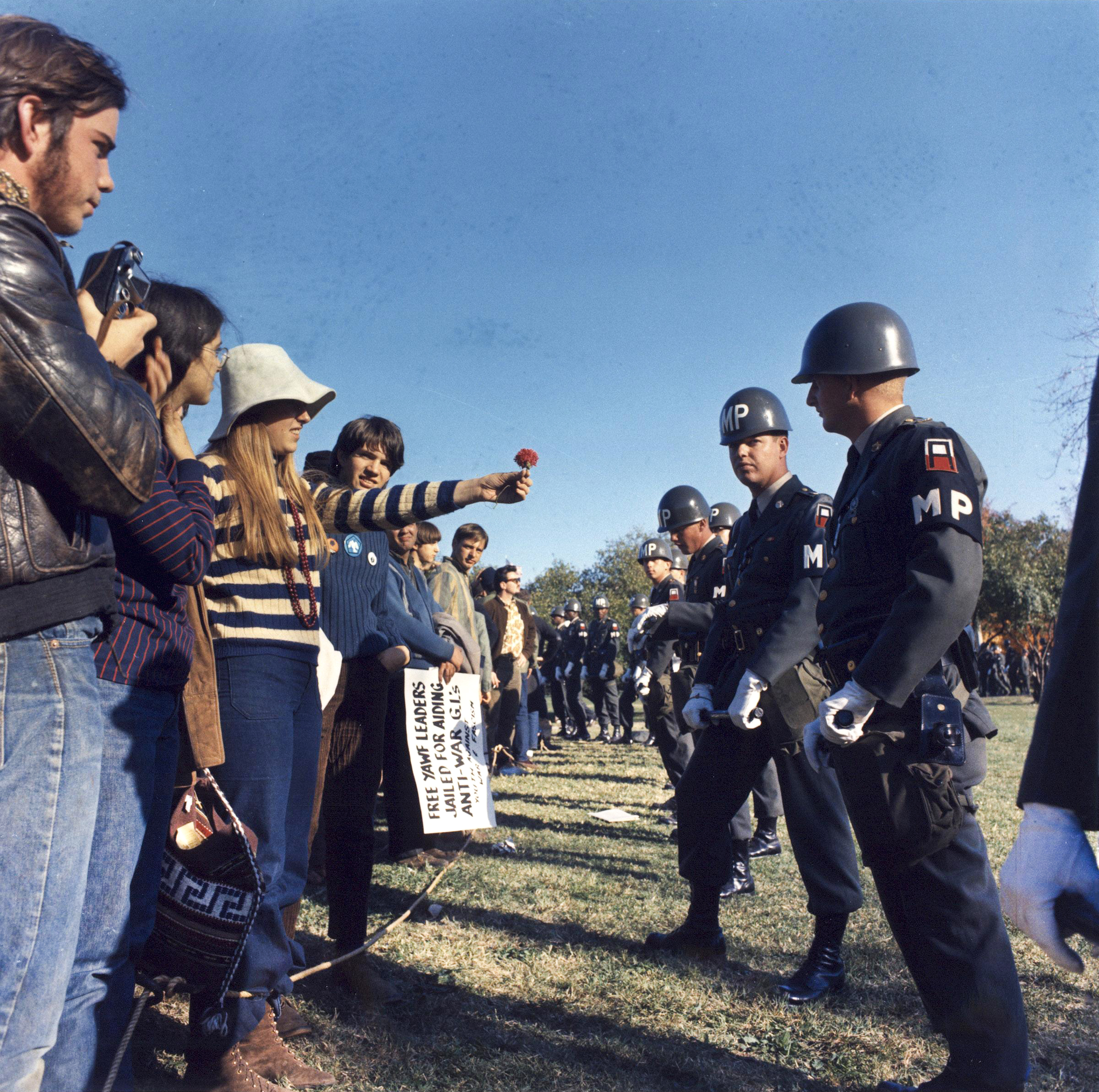
En blomma kommer till användning i en demonstration mot Vietnamkriget